# Rosebud Indian Reservation

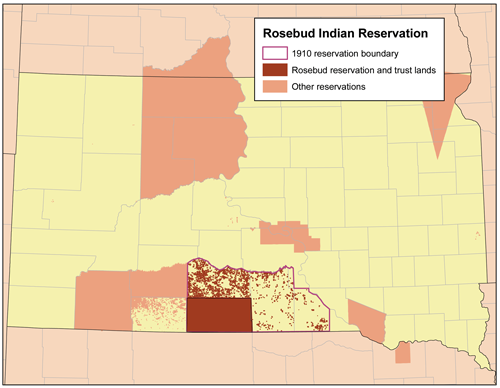
Lage des Reservats in South Dakota

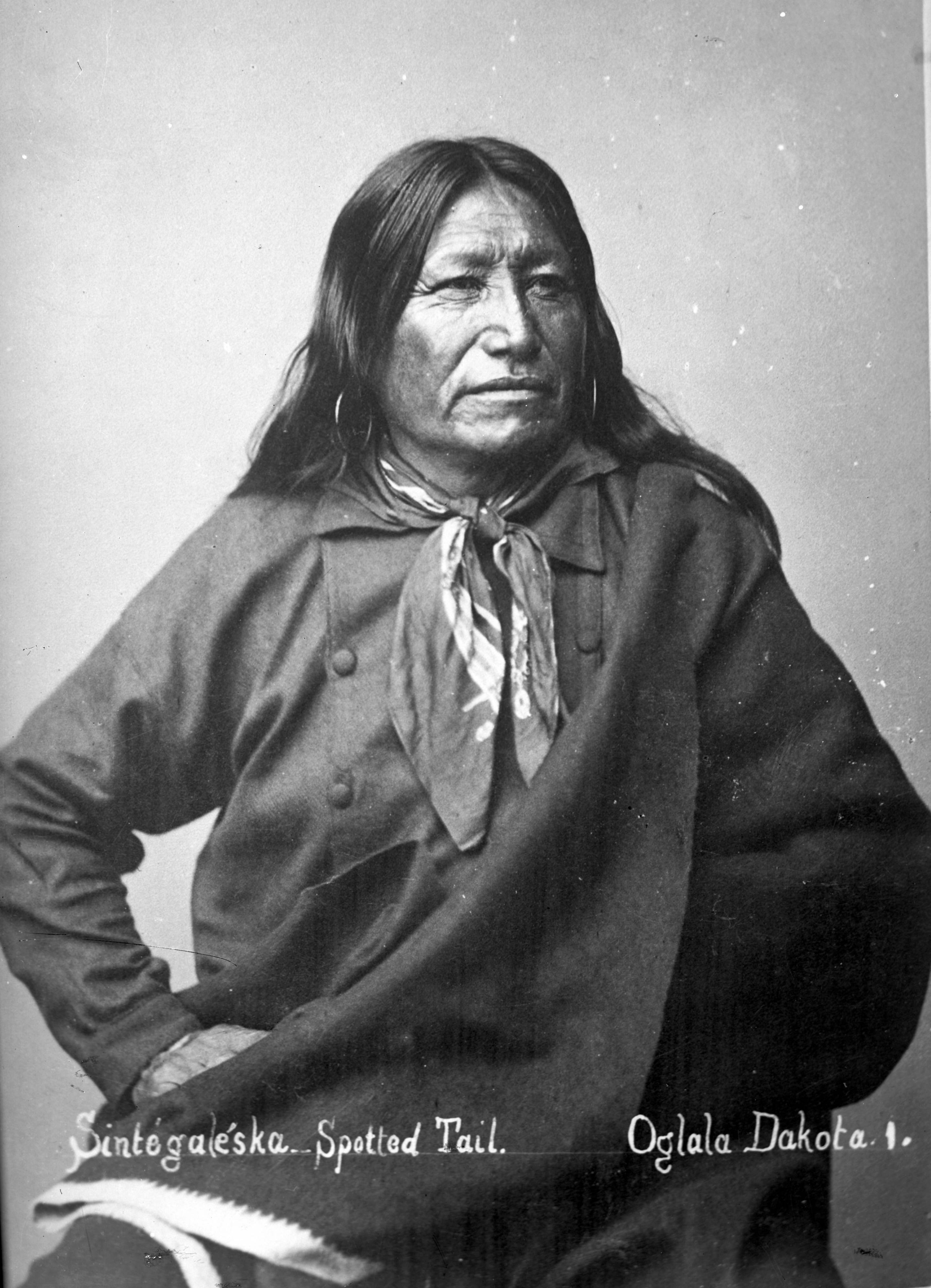
Spotted Tail (Siŋté Glešká) Nach ihm wurde die Reservation ursprünglich benannt

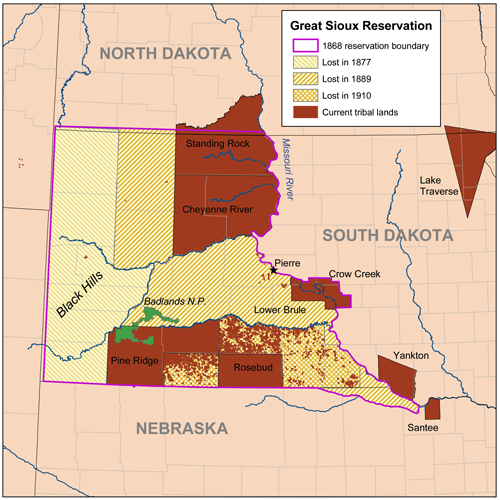
Karte der ursprünglichen Grenzen der Great Sioux Reservation, mit Gebietsverlusten der Indianerstämme.

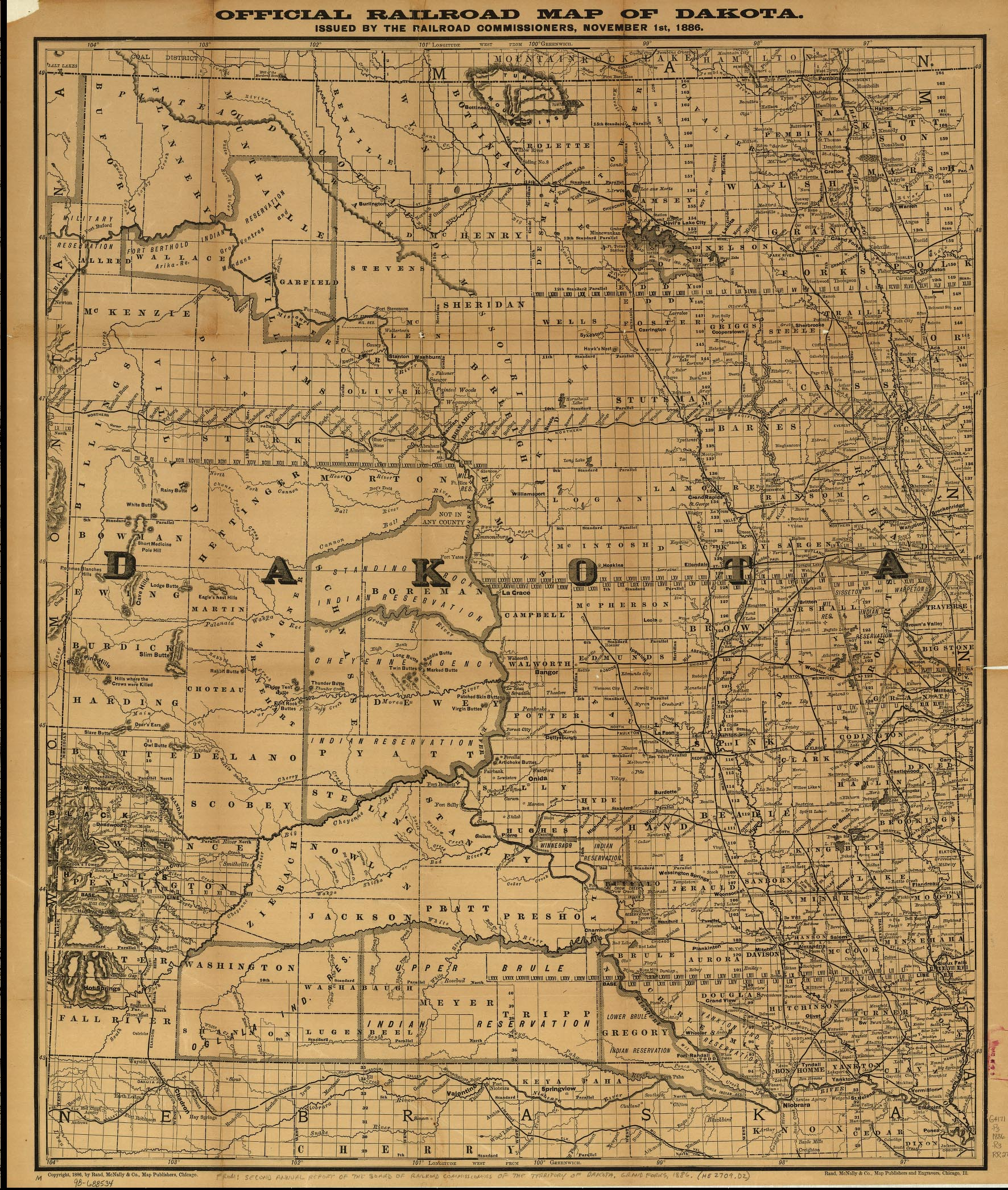
Historische Karte mit den ursprünglichen Grenzen der Rosebud Reservation (in der Karte als Upper Brule Indian Reservation bezeichnet)

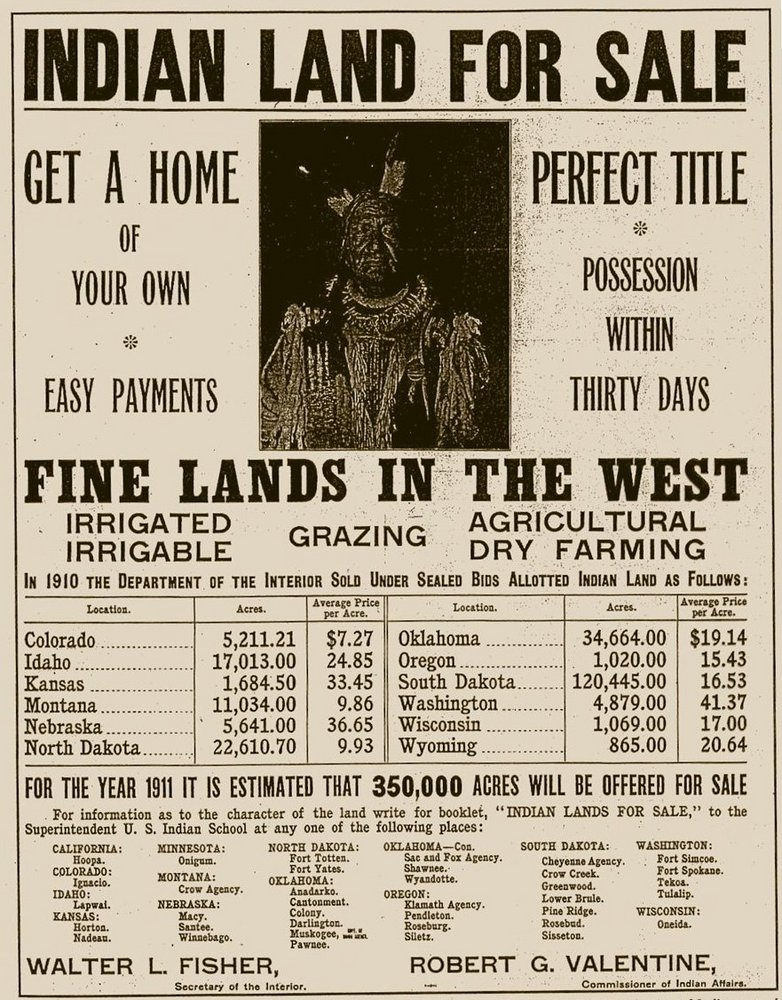
Anzeige für den Verkauf von Land an Weiße aufgrund des „Dawes Act“ 1911

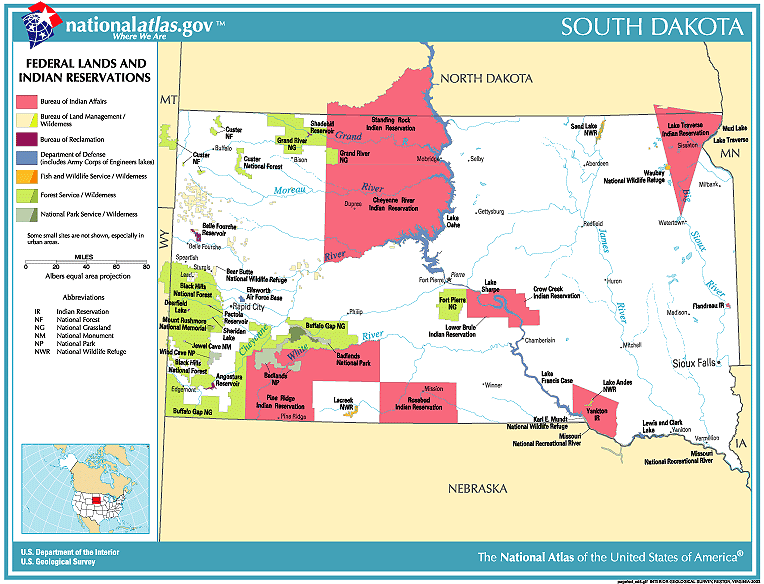
Eine andere Karte von South Dakota mit den offiziellen Grenzen von Rosebud. Die trust lands sind auf der Karte nicht vermerkt

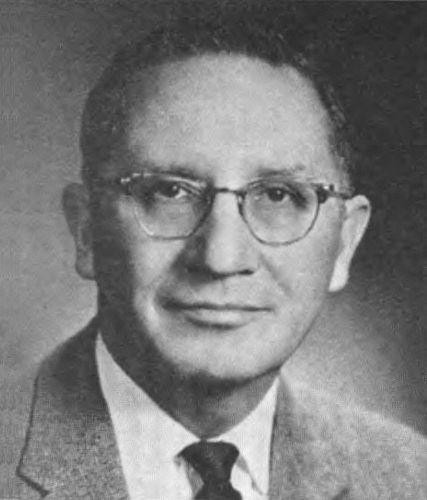
Ben Reifel (1965)

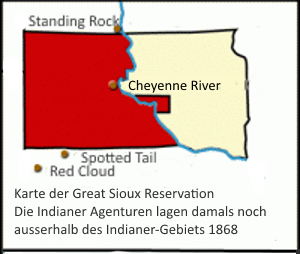

Rosebud Indian Reservation (Lakota  Sicangu Oyate) ist ein Indianerreservat im US-Bundesstaat South Dakota. Ursprünglich Teil der Great Sioux Reservation, wurde es 1889 vom US-Kongress aus diesem herausgelöst und vom Bureau of Indian Affairs als eigenes Reservat geführt. Es umfasst die gesamte Fläche von Todd County. Daneben besitzt es Ländereien (Off-reservation trust land) in Tripp County, Lyman County, Mellette County und Gregory County. Ursprünglich waren die vier letztgenannten Counties Teil des Reservats. Das Reservat wird von Brulé-Lakota-Indianern bewohnt. Die Fläche des Reservats einschließlich der angeschlossenen Gebiete beträgt 5.103 km². Nach einer Volkszählung des Jahres 2010 bewohnten 10.469 Personen das Reservat. Das Reservat grenzt im Süden an den Bundesstaat Nebraska und im Westen an die Pine Ridge Reservation. Der Verwaltungssitz des Reservats befindet sich in der gleichnamigen Siedlung Rosebud. Dort befinden sich Stützpunkte des Indian Health Service, des Bureau of Indian Affairs, der Tribal BIA Police und des BIA Fire Management. Der Name Rosebud (Rosenknospe) kommt von den wilden Rosen, die in der Gegend wachsen. Die größte Gemeinde des Reservats ist Mission, South Dakota.
Auf dem Reservats-Gebiet befindet sich heute ein Spiel-Casino, das Rosebud Casino, an der Grenze zu Nebraska. Das Casino ist einer der größten Arbeitgeber des Reservats.
Trotzdem beträgt die Arbeitslosenquote 83 %. Die durchschnittliche Lebenserwartung für männliche Bewohner beträgt 47 Jahre. Im Gegensatz wird ein durchschnittlicher Amerikaner 77 Jahre alt. Nach Haiti ist das die geringste Lebenserwartung weltweit. Die Situation im Reservat kann nur als hoffnungslos bezeichnet werden. Die Selbstmordrate im Reservat liegt 400 % über dem Landesdurchschnitt. Etwa die Hälfte der Bevölkerung über 40 Jahre leidet an Diabetes, die Rate der an Tuberkulose Erkrankten ist 8 Mal höher als im Landesdurchschnitt. Die Anzahl der Bevölkerung mit Alkohol-Drogenproblemen wird auf 67 % geschätzt. Nur 10 % der Schüler der Todd County Highschool schaffen einen Abschluss.

## Geschichte
Im Jahr 1868 entstand durch den zweiten Vertrag von Fort Laramie das Great Sioux Reservat. Dieser Vertrag legte das Gebiet des gesamten heutigen US-Bundesstaates South Dakota westlich des Missouri, einschließlich der Black Hills (von der Nordgrenze in Nebraska bis zum 46. Breitengrad und vom Missouri im Osten bis zum 104. Meridian im Westen) als Indianer-Land zur uneingeschränkten und unbehelligten Nutzung und Besiedlung durch die Great Sioux Nation fest.
Dem Vertrag vorausgegangen war der Red-Cloud-Krieg (1866–1868), ein Krieg, welcher vorläufig einen vollständigen Sieg der Lakota bedeutete. Deswegen waren die Sioux-Indianer in einer guten Verhandlungsposition und konnten ein großes Gebiet im heutigen South Dakota für sich „reservieren“. Zusätzlich zu dem Reservatsgebiet erhielten die Indianer weitgehende Jagd- und Fischrechte in den heutigen US-Bundesstaaten Wyoming, Montana und Nebraska. Da das Gebiet von mehreren Indianerstämmen besiedelt wurde, errichtete man mehrere Stützpunkte des Bureau of Indian Affairs (BIA) im Reservatsgebiet.
Das heutige Reservat hat seine Ursprünge in der Whetstone Indian Agency, einem Stützpunkt des BIA, der für die Brulé-, Oglala- und Miniconjou-Sioux zuständig war. Gegründet 1869, zog die Agentur mehrmals um, 1871 an den Big White Clay Creek und 1875 an den White River im Grenzgebiet zwischen den Nebraska und dem Dakota-Territorium. 1978 wurde die Spotted Tail Indian Agency, benannt nach dem Brulé-Lakota-Indianer-Häuptling Spotted Tail, aus der Whetstone Indian Agency herausgelöst und als eigene Agentur geführt, die später an den Rosebud Creek in South Dakota umzog. Im gleichen Jahre wurde die Agentur in Rosebud Agency umbenannt. Zur gleichen Zeit erhielten die Oglala-Sioux auch ihre eigene Agentur, die Red Cloud Agency, dem heutigen Pine Ridge.
Die Black Hills gelten den Lakota-Sioux als heilige Berge. Zudem stellen sie den Gegenstand zahlreicher Mythen der Lakota dar. Noch heute besuchen einige Stammesangehörige die spirituellen Orte in den Bergen, um ihre Religion auszuüben. Ursprünglich waren sie großteils Teil der Great Sioux Reservation. Eine nach dem Vertrag illegale Expedition unter George Armstrong Custer erkundete 1874 die Black Hills und fand in den Bergen Gold. Nach den Goldfunden versuchte die Regierung, die Lakota zu einer Abtretung der Bergkette zu bewegen, allerdings ohne Erfolg. Goldsucher drangen rechtswidrig in das Gebiet ein, es entwickelte sich ein Goldrausch. Konflikte im Winter 1875/76 führten zum erneuten Einsatz Custers und des 7. Kavallerie-Regiments und der Schlacht am Little Bighorn im Juni 1876. Nach der endgültigen Niederlage der Indianer im Herbst desselben Jahres wurden 1877 die Black Hills den Sioux entzogen. Dieses Gesetz der Bundesregierung wird von der Rosebud Reservation bis heute nicht anerkannt, da die erforderlichen 3/4 der männlichen Bewohner dem Vertrag nicht zugestimmt haben. Dies war aber nach dem Vertrag von Fort Laramie 1868 vorgeschrieben.
Ursprünglich war das Reservat Teil der Great Sioux Reservation. Diese wurde am 2. März 1889 durch den Kongress der Vereinigten Staaten in mehrere kleine Reservate geteilt. Aus der Agentur entstand ein eigenständiges Reservat. Dabei gingen den Indianern 36.000 Quadratkilometer verloren. Rosebud war aber davon nicht direkt betroffen. Rosebud umfasste weiterhin die Gebiete der heutigen Todd, Tripp, Lyman, Mellette und Gregory Counties.
In den Jahren zwischen 1904 und 1910 beschloss der US-Kongress, das Gebiet der heutigen Jackson, Tripp, Lyman, Mellette und Gregory County für die Besiedlung durch weiße Siedler zu öffnen. Der US-Kongress verkleinerte damit die Fläche der Rosebud Reservation, da man der Meinung war, dass die Indianer viel zu viel Land beanspruchten. Die Maßnahme verfolgte hauptsächlich zwei Ziele: Zum einen sollte so das Gemeinschaftsgefüge der Indianer gebrochen und die Indianer somit in die amerikanische Gesellschaft integriert werden. Die Indianer sollten Farmer werden. Als solche, so die offizielle Meinung, würden sie viel weniger Land brauchen, als sie für ihre traditionelle nichtsesshafte Lebensweise als Jäger und Sammler beanspruchten. Im selben Jahr wurde das Gebiet von den Vermessern Sam Chilton und Blaine Scrivenin in Parzellen geteilt. Dabei rammten sie im Abstand einer halben Meile Stahlstäbe in den Boden. Sie reservierten auch Gebiete für zukünftige Siedlungen und Schulen. Da die Maßnahme rechtlich als Enteignung galt, die nach der Verfassung verboten war, erhielten individuelle Indianer 320 Acres und Kinder 160 Acres. Der Rest der Fläche wurde im Rahmen des Homestead Act an weiße Siedler verlost. Diese Landübergabe war jedoch an Bedingungen geknüpft. Die Parzellen wurden erst nach 25 Jahren Eigentum der individuellen Indianer. Die US-Regierung fungierte als Treuhänder. Das Land musste von den Besitzern bewirtschaftet werden, um in ihr Eigentum überzugehen. Aus verschiedenen Gründen bewirtschafteten die Indianer oftmals ihre Grundstücke aber nicht. Die Indianer selbst wehrten sich meist gegen ein Leben als Farmer. Sie sahen die Farmarbeit als unwürdig und einschränkend an. Auch waren die Flächen oft landwirtschaftlich gesehen wertlos und brachten keine Erträge. Auch entsprach dies nicht der Rechtsauffassung und der Kultur der Sioux-Indianer, die kein Grundeigentum kannten. Die Sioux zogen als Nomaden durch das Gebiet und kannten keine festen Siedlungen.
Die Grundstücke verblieben also im Eigentum des BIA, das diese Flächen aber nur treuhänderisch für den Stamm verwaltete. Besitzer der Flächen sind damit oftmals noch der Rosebud Sioux Tribe, oder sie sind im Besitz von individuellen Mitgliedern des Stammes, aber nicht Teil der Rosebud Reservation, deswegen werden diese Gebiete Off-reservation trust land genannt.
Nach Rodung des Präriegrases bauten die weißen Siedler primär Weizen an. Das hatte fatale Folgen und durch die Urbarmachung traten massive Dürren auf. Die tiefen Wurzeln des Präriegrases, dessen Halme den Staub auffingen, hatten die oberen Bodenschichten vor Erosion bewahrt, die nun massiv einsetzte. Durch Trockenheit und Staubstürme wurden die Ernten vernichtet und die Menschen in ihren Häusern regelrecht eingeweht. Daraufhin mussten viele Farmer ihren Boden verlassen, als ihre finanziellen Ressourcen aufgebraucht waren. Sie suchten oft in anderen Regionen der USA nach Arbeit, vor allem in der landwirtschaftlichen Produktion in Kalifornien. Hier traten sie in Konkurrenz zu anderen Wanderarbeitern. Die USA waren damals von der Weltwirtschaftskrise wirtschaftlich stark angeschlagen und verzeichneten eine enorm hohe Arbeitslosigkeit (siehe Dust Bowl).
Erst 1934 änderte sich die Politik der Bundesregierung gegenüber der Rosebud Reservation. Mit dem Indian Reorganization Act (IRA) gestand die Bundesregierung der Reservation mehr Selbstverwaltung zu. Am 23. November 1935 erhielt das Reservat eine eigene Verfassung und Regierung, nachdem der Stamm dem IRA zugestimmt hatte.
1942 gründete der Stamm die Gesellschaft Tribal Land Enterprice Rosebud Sioux Tribe, um die Verwaltung seiner Ländereien selber zu organisieren. Ein Ziel der Gesellschaft ist es auch, Land von weißen Siedlern zurückzukaufen, um die Off-reservation trust land miteinander zu verbinden. Seitdem kaufte die Gesellschaft jährlich Land im Wert von zirka 500.000 Dollar zurück. Die Gesellschaft verpachtet Stammesgebiete an Mitglieder und Außenstehende zu verschiedenen Konditionen.
1977 entschied der Oberste Gerichtshof im Rosebud-Sioux-Tribe-vs.-Kneip-Verfahren, dass das offizielle Reservats-Gebiet nur noch Todd County umfasst. Damit lebten 2000 Stammesangehörige und 7 anerkannte Gemeinden außerhalb des Reservats. Seitdem weigert sich South Dakota, die Off-reservation trust land in seinen offiziellen Karten als solche zu markieren, obwohl sie weiterhin nicht dem Bundesstaat, sondern dem Rosebud-Sioux-Stamm unterstehen und von diesem verwaltet werden.
1980 entschied der oberste Gerichtshof im United-States-v.-Sioux-Nation-of-Indians-Verfahren, dass dem Rosebud-Stamm eine Entschädigung für den Verlust der Black Hills von 105 Millionen US-Dollar zusteht. Bis heute weigert sich der Stamm, das ihm zugesprochene Geld im heutigen Wert von ca. 1.590.000.000 Dollar anzunehmen. Sie bestehen auf die Rückgabe der für sie heiligen Berge.

## Regierung
Die Regierung der Reservation wird offiziell Rosebud Sioux Tribal Council genannt. Der Rat besteht aus 24 Mitgliedern. Die Executive besteht aus 4 Mitgliedern, dem Vorsitzenden (Chairman), dem stellvertretenden Vorsitzenden (Vice-Chairman), dem Sekretär (Secretary) und dem Schatzmeister (Treasurer). Die Mitglieder der Executive werden direkt von allen Stammesmitgliedern, die ihren Wohnsitz in der Reservation haben, auf 3 bzw. 2 Jahre gewählt. Die anderen 20 Mitglieder werden von den jeweiligen Bezirken gewählt. Als Bezirke nach der Verfassung gelten: Antelope, Black Pipe, Bull Creek, Butte Creek, Corn Creek, Grass Mountain, He Dog, Horse Creek, Ideal, Milk‘s Camp, Okreek, Parmelee, Ring Thunder, Rosebud, St. Francis, Soldier Creek, Spring Creek, Swift Bear, Two Strike und Upper Cut Meat. Diese Repräsentanten werden alle 3 Jahre gewählt. Der Rat trifft sich monatlich in der zweiten Woche mittwochs und donnerstags. Die Sitzungen werden live über KOYA Radio übertragen. Die Regierung basiert auf einer Verfassung, die am 23. November 1935 genehmigt wurde. Die Einrichtung von Reservats-Regierungen basiert auf dem Indian Reorganization Act von 1934.

## Persönlichkeiten aus Rosebud
- Benjamin „Ben“ Reifel Zwischen 1961 und 1971 vertrat er den ersten Wahlbezirk des Bundesstaates South Dakota im US-Repräsentantenhaus.
- Siŋté Glešká bekannt als Spotted Tail
- Frank Waln US Rapper